# كأس تونس للكرة الطائرة للرجال 2010–11
كأس تونس للكرة الطائرة للرجال 2010-2011 هو الموسم رقم 55 من كأس تونس للكرة الطائرة للرجال.

فاز بهذا الموسم النادي الأولمبي القليبي.

## روابط خارجية
- الموقع الرسمي للجامعة التونسية للكرة الطائرة.